# Andropogon abyssinicus
Andropogon abyssinicus är en gräsart som beskrevs av Robert Brown och Johann Baptist Georg Wolfgang Fresenius. Andropogon abyssinicus ingår i släktet Andropogon och familjen gräs.
Artens utbredningsområde är Etiopien. Inga underarter finns listade i Catalogue of Life.